# Moon (film)
Moon je britský vědeckofantastický film z roku 2009 režiséra Duncana Jonese (syna britského hudebníka Davida Bowieho). Snímek získal několik filmových cen plus cenu Hugo za scénář v kategorii „Best Dramatic Presentation, Long Form“ .
Pojednává o zaměstnanci energetické společnosti Lunar Industries Samu Bellovi, který dohlíží na těžební operace na Měsíci a ke konci svého tříletého pracovního úvazku prochází vážnou osobnostní krizí.

## Herecké obsazení
| Sam Rockwell         | Sam Bell                      |
| Kevin Spacey         | počítač Gerty (hlas)          |
| Dominique McElligott | Tess Bellová                  |
| Rosie Shaw           | malá Eve                      |
| Kaya Scodelario      | Eve Bellová                   |
| Robin Chalk          | klon Sama Bella               |
| Benedict Wong        | Thompson z Lunar Industries   |
| Matt Berry           | Overmayers z Lunar Industries |
| Malcolm Stewart      | technik                       |

## Děj
Astronaut Sam Bell (hraje Sam Rockwell) pracuje jako jediný zaměstnanec firmy Lunar Industries třetím rokem na její měsíční základně Sarang, kde se těží plyn helium-3, jenž je využíván na Zemi jako palivo. Náplní jeho zaměstnání je dohlížet na z velké části automatizovanou těžbu plynu. Palivo se těží obrovskými harvestry a poté je odesláno na Zemi ve speciálních kosmických kapslích. Sam nemá přímé spojení se Zemí kvůli pravidelným poruchám komunikačního zařízení, ale přijímá videonahrávky své ženy Tess, se kterou má malou dcerku Eve. Samovým jediným společníkem je inteligentní počítač Gerty (hlas počítače namluvil Kevin Spacey). Už mu zbývají pouhé dva týdny do návratu na Zemi. Samův zdravotní stav se začíná zhoršovat, trpí halucinacemi. Při rutinní kontrole jednoho z harvesterů se svým měsíčním vozidlem havaruje a téměř přijde o život.
Probudí se již na základně, ale z nehody si nic nepamatuje. Gerty jej informuje, že byl v bezvědomí pouze krátce. Sam však zaslechne instrukce vedení společnosti Lunar Industries počítači Gerty, aby Sama nepouštěl za žádných okolností mimo základnu. Je vyslán záchranný oddíl Eliza. Rozhodne se zinscenovat nehodu na základně, aby přinutil Gertyho pustit jej ven. Vezme si měsíční vozidlo a jede se podívat k místu nehody. V havarovaném vozidle nalezne sám sebe, respektive druhého Sama Bella. Odveze jej zraněného na základnu, kde se zotaví.
Během společného pobytu na základně vzrůstá napětí mezi oběma Samy. Jeden druhého vzájemně obviňuje, že je klonem. Posléze začnou spolupracovat, protože spousta věcí je nyní podezřelých. Začnou prohledávat základnu a naleznou tajné patro s mnoha lidskými kopiemi připravenými k službě na měsíční základně. Takto odhalí, že jsou oba pouze klony původního Sama Bella, který na Měsíci možná ani nikdy nebyl. Přesto uvažují stejně a díky paměťovým implantátům mají také stejné city jako originál, což je (duševně) velmi bolestné. Starší Sam Bell si rovněž všimne, že na videozáznamech (kde je ještě neostříhaný a zbývá mu 15 dní do návratu) si stěžuje, že se necítí dobře a padají mu vlasy. Společně oba klony zjistí, že signál pro spojení se Zemí je cloněn silnými rušičkami, které se nachází na vzdálených pozicích od základny. Mladší Sam si vytiskne jejich souřadnice. Starší z klonů začíná mít vážné zdravotní problémy. Předchozí klony byly pod záminkou návratu na Zemi umístěny do hibernační jednotky, kde byly jednoduše spáleny. Pak se Sam vydá mimo dosah rušiček a vytočí číslo Tess na Zemi. Telefon vezme nyní patnáctiletá Eve, která ho informuje, že Tess zemřela již před lety. Když Eve začne k telefonu volat skutečného Sama, Sam na Měsíci rychle zavěsí.
Oba klony si uvědomí, že přilétávající záchranná jednotka je zabije, pokud je nalezne spolu. Mladší Sam navrhne druhému, aby letěl na Zemi v kapsli místo helia-3, ale ten si je vědom, že už nebude dlouho mezi živými. Poletí tedy mladší Sam a informuje na Zemi veřejnost o nekalých praktikách společnosti Lunar Industries, největšího dodavatele energie. Starší Sam odjíždí k havarovanému vozidlu, do něhož se nasouká a kde umírá. Ještě před zesnutím spatří startující kapsli se svým dvojníkem. Počítač Gerty plně spolupracuje, protože je naprogramován Samovi pomáhat. Po odletu se resetuje a vzkřísí novou lidskou kopii Bella (kterou na naléhání mladšího Sama přinesli na ošetřovnu již dříve). Sam před odletem na Zemi ještě naprogramoval trasu harvesterů tak, aby narazily do rušiček a poškodily je.
V závěrečné scéně filmu (kdy již běží titulky) jsou éterem přenášeny nejnovější zprávy ze Země. Návrat naklonovaného Sama způsobil poprask a otevřel bouřlivou diskuzi o zneužívání klonování.

## Citáty
„Buď je to blázen nebo ilegální přistěhovalec. Tak jako tak patří za mříže.“ (útržek obhajoby společnosti Lunar Industries, která proběhne éterem po přistání Sama Bella na Zemi)

## Produkce

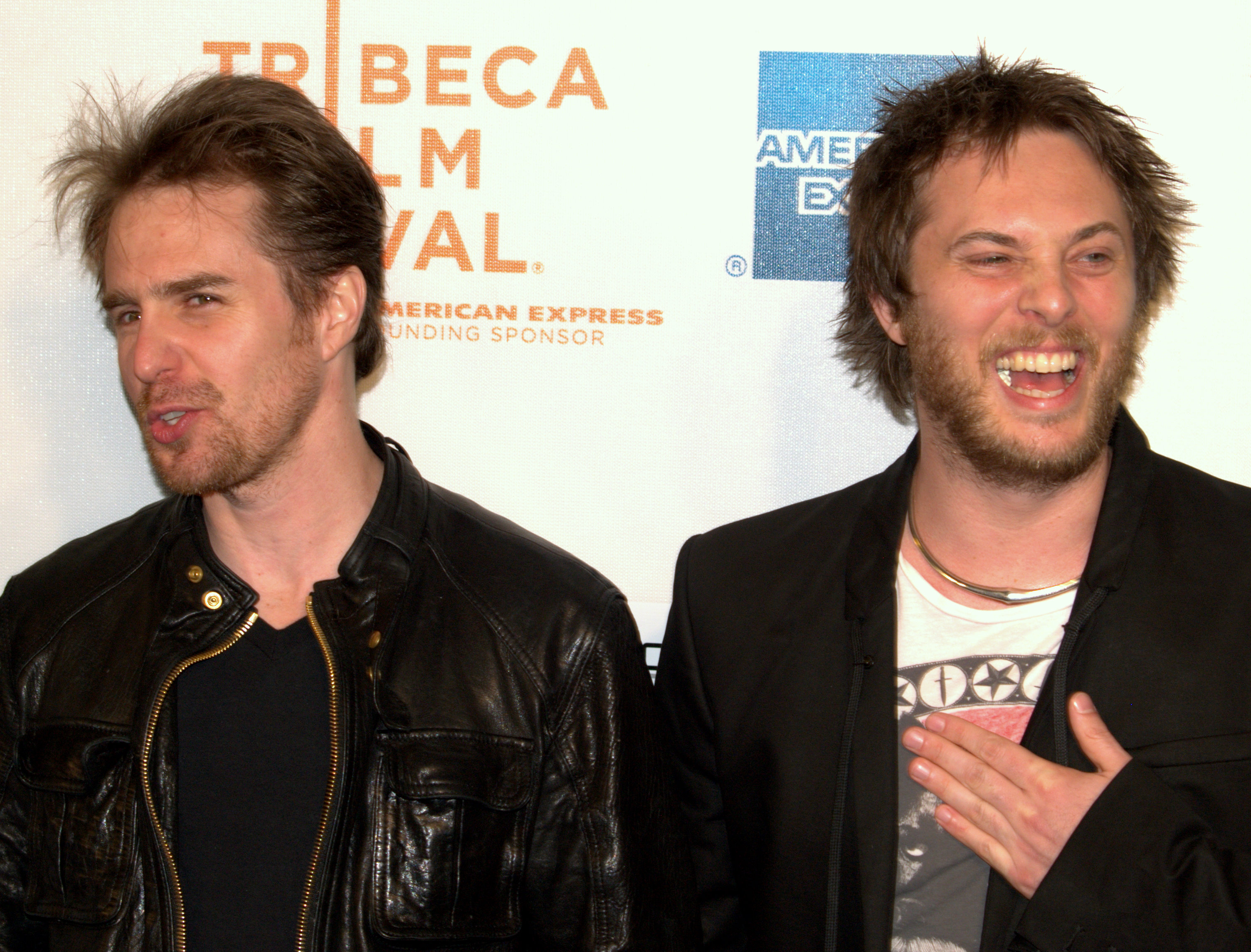
Sam Rockwell (vlevo) a Duncan Jones na filmovém festivalu Tribeca v roce 2009.

Jedná se o první celovečerní film anglického režiséra Duncana Jonese, který se také podílel na scénáři společně s Nathanem Parkerem. Scénář byl napsán speciálně pro herce Sama Rockwella. Snímek vzdává hold oblíbeným filmům režisérova mládí, např. 2001: Vesmírná odysea (1968), THX 1138 (1971), Silent Running (1972), Solaris (1972), Temná Hvězda (1974), Vetřelec (1979), Outland (1981).
Náklady na natáčení dosáhly výše cca 5 000 000 $. Režisér se snažil náklady snížit, proto se natáčelo ve studiu a s nepočetným hereckým obsazením. Film se natočil během 33 dní ve Velké Británii ve filmových studiích Shepperton. Duncan Jones preferoval použití modelů místo digitální animace a na modelech měsíčních vozidel a harvesterů spolupracoval s Billem Pearsonem, tvůrcem modelů z filmu Vetřelec.